# Distrito de Başakşehir

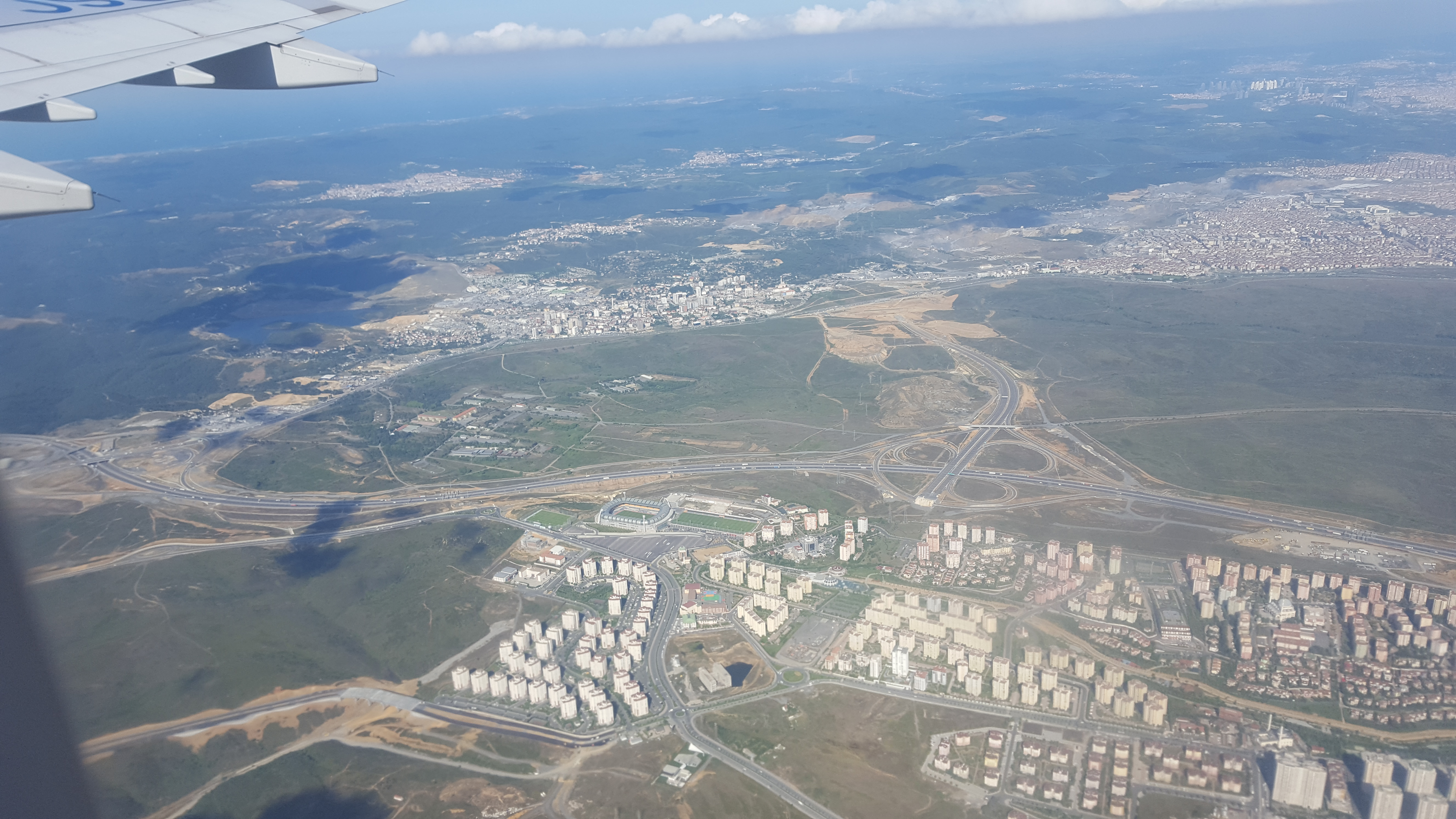
Başakşehir from air

Başakşehir es un distrito de Estambul, Turquía, situado en la parte europea de la ciudad. Cuenta con una población de 207.542 habitantes (2008).